# Смит, Артур Дональдсон
Артур Дональдсон Смит (англ. Arthur Donaldson Smith, 27 апреля 1866 — 19 февраля 1939) — американский врач, охотник и исследователь Африки.
В 1890-х годах он совершил геологическую экспедицию к озеру Рудольф (современное название: озеро Туркана) через области, которые были в те времена Британским Сомалилендом, юг Эфиопии и Кению. Для того чтобы посетить Эфиопию, он должен был получить разрешение от Менелика II. Путешествие длилось 18 месяцев, с 1894 по 1895 годы. В 1897 году он опубликовал книгу о своей экспедиции под названием «Сквозь неведомые африканские страны: первая экспедиция из Сомалиленда к озеру Рудольф» (Through Unknown African Countries: the First Expedition from Somaliland to Lake Rudolf).
Был членом Клуба первооткрывателей. Член Американского философского общества (1897).
В 1895 году три новых вида рептилий, эндемичных для Африканского Рога, были названы бельгийско-британским герпетологом Джорджем Альбертом Буленжером в его честь: Zamenis smithi (сейчас Platyceps brevis smithi), Hemidactylus smithi и Pseuderemias smithii.